# Hárs-hegyi tanösvény

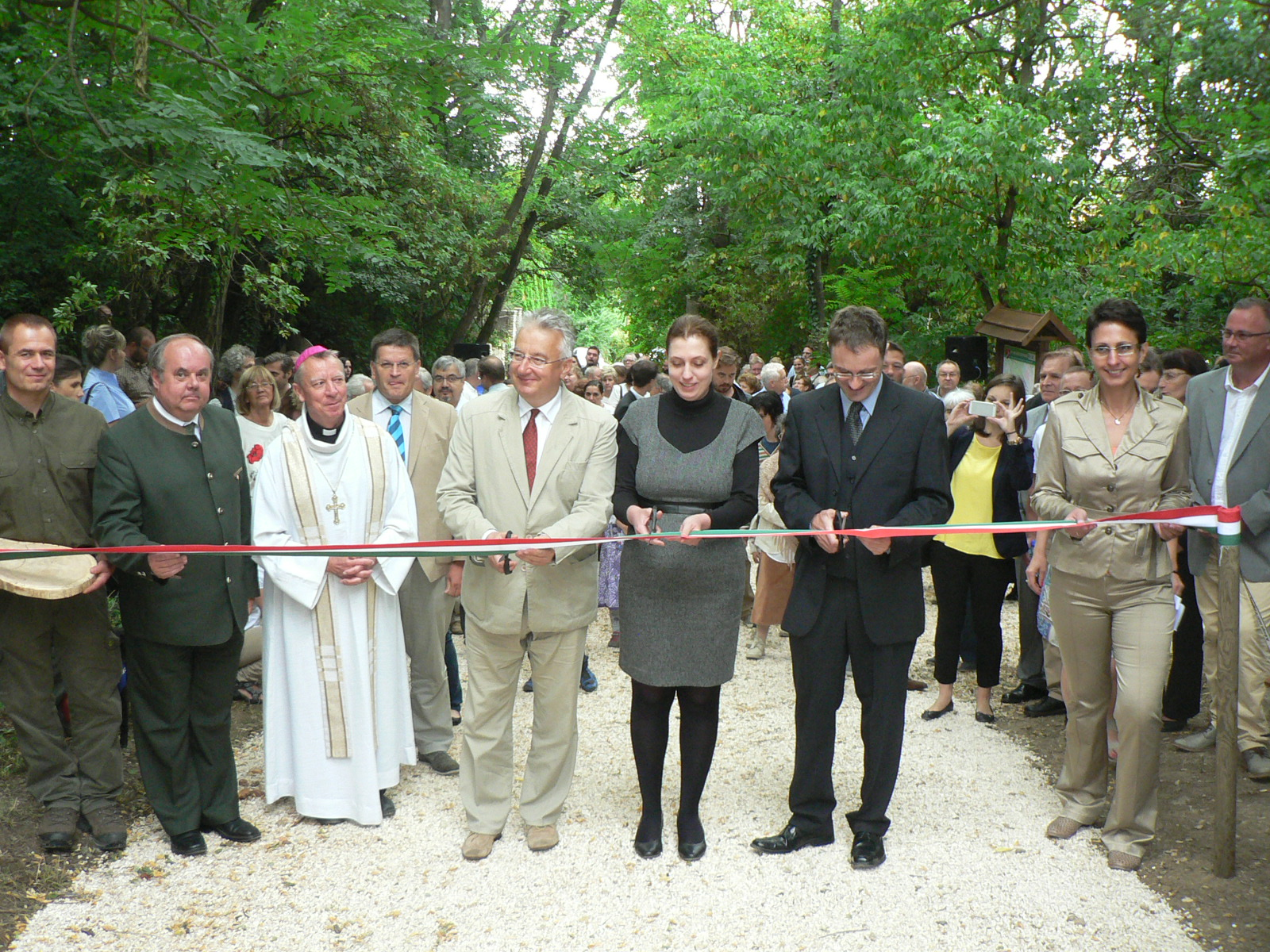
A Hárs-hegyi tanösvény avatása

A Hárs-hegyi tanösvény egy specifikus, egészségvédelmi célokat is szolgáló tanösvény Magyarországon, a budapesti Kis-Hárs-hegy és Nagy-Hárs-hegy tömbjében. A tanösvény létesítését a II. kerületi Szent Ferenc Kórház kezdeményezte, kialakítását civil segítők bevonásával végezték el a Pilisi Parkerdő Zrt. által kezelt területen, a Sanofi gyógyszergyár anyagi támogatásával; átadása 2015. július 28-án zajlott Semjén Zsolt miniszterelnök-helyettes és Beer Miklós váci püspök részvételével.
A tanösvényt meglévő turistautak felhasználásával alakították ki, 5,1 kilométeres hosszban; kiindulási és végpontja is a Széher út végén elhelyezkedő kórháznál van. Az útvonal elhalad a budaszentlőrinci pálos kolostorromok közelében és a Kis-Hárs-hegyen álló kilátó mellett, és körbekerüli az egész Nagy-Hárs-hegyet. A tanösvénynek van egy rövidebb útvonalváltozata is, melynek teljes útvonala csak 2700 méter.

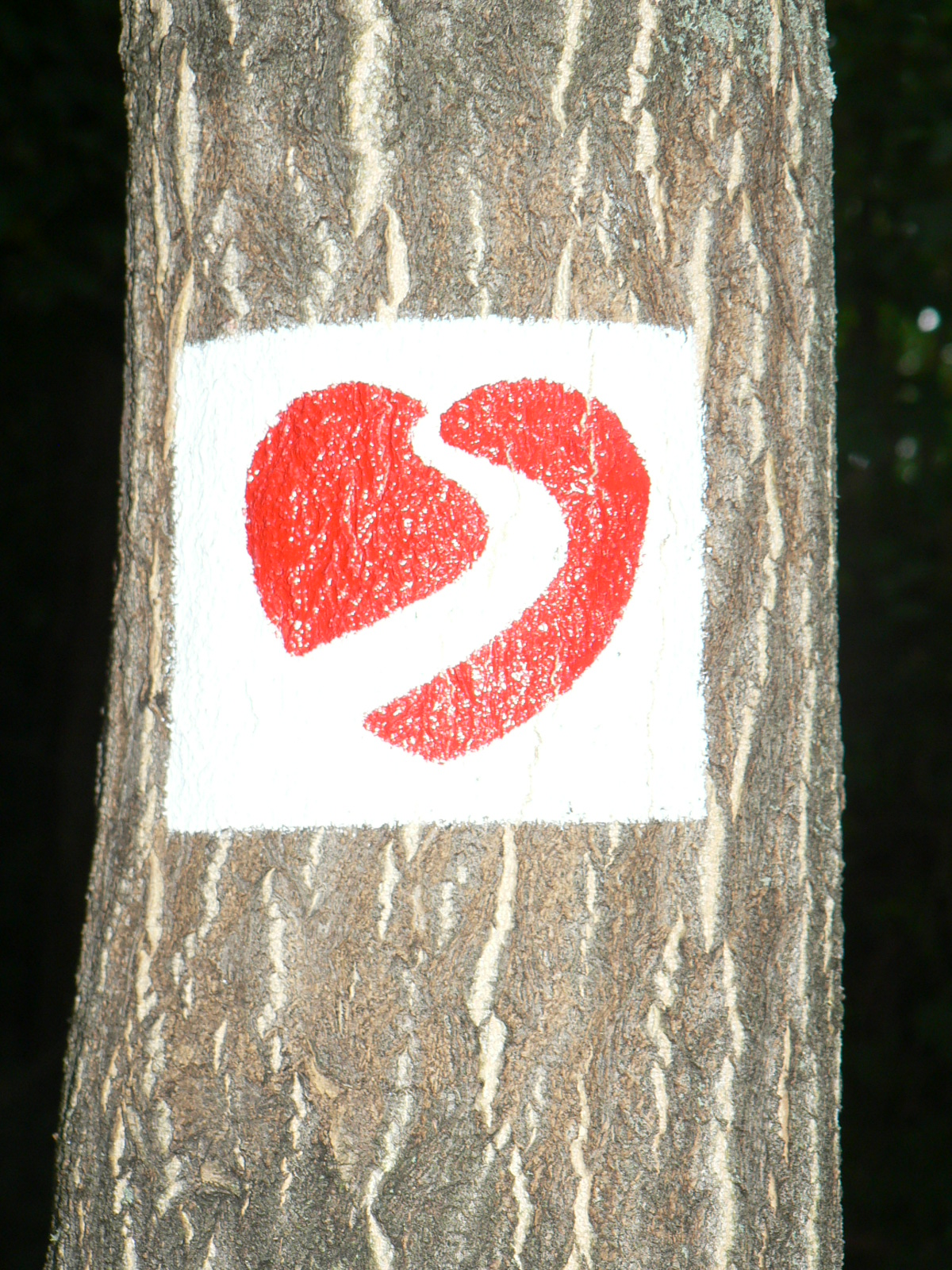
A tanösvény túrajelzése

A tanösvény útvonala mentén több helyen is pulzusmérőpontokat jelöltek ki, a bejáráshoz pedig a kórház olyan, speciális túralapokat kínál minden érdeklődőnek, amelyen a megadott helyszíneken mért pulzusadatok és más egészségügyi paraméterek oly módon rögzíthetők, hogy azok orvosi kiértékelésre is alkalmasak lesznek. A kórház igény szerint teleszkópos túrabotot, pulzusmérő karórát és szívritmusmérőt is bocsát a tanösvény látogatóinak rendelkezésére. A tanösvény a kezdeményezők szándékai szerint alkalmas a szív- és érrendszeri betegek mellett cukorbetegek rehabilitációjának és rekreációjának segítésére is.
A tanösvény turistajelzése fehér alapon piros szív, melyet egy kanyargó, fehér ösvény szel keresztül.